# Фердинанд I (Неапол)
Фердинанд I, наричан Феранте, (на италиански: Ferdinando d'Aragona, Ferrante I, Don Ferrando, Don Ferrante; * 2 юни 1424, Валенсия; † 25 януари 1494, Неапол) е крал на Неапол от 1458 г. до смъртта си.

## Произход и ранни години
Фердинанд I е извънбрачен син на Алфонсо V Арагонски, който е осиновен от кралица Джована II Анжуйска и през 1421 г. заема трона на Неапол. През 1438 г. крал Алфонсо I нарежда да доведат синан му в Неапол и през 1440 г. успява да издейства папска була от папа Евгений IV, с която Фердинанд е признат за законен син и наследник на Алфонсо I. Така през 1443 г. Фердинанд е обявен за принц на Калабрия и за престолонаследник на Неапол, което е признато и от папата.
През 1445 г. Фердинанд се жени за Изабела дьо Клермон, дъщеря на графа на Копертино Тристан дьо Клермон-Лодев.

## Управление
След смъртта на баща си през 1458 г., Фердинанд окупира Неапол. Впоследствие недоволните викат на помощ прогонения от Неапол през 1442 г. крал Рене I Добрия. Рене предава своите права над Неапол на своя син Жан II, който и пристига в Южна Италия. Жан II обаче не води със себе си силна наемна войска, както постъпвали по-рано неговите предшественици, но набира такава на място, ползвайки се от помощта на най-могъщите неаполитански барони. През лятото на 1460 година Жан II нанася на Фердинандо сериозно поражение при Сарно.
С помощта на миланския херцог Франческо I Сфорца Феранте успява да изгони представителите на дома Анжу. За благодарност Феранте дава на сина на Франческо – Сфорца Мария Сфорца (18 август 1451 до 29 юли 1479), неаполитанското Херцогство Бари.
За седем години (1494 – 1501) след смъртта на Фердинанд I, неговите приемници са победени от враговете, а Неапол губи своята независимост. Той сам не става свидетел на тази катастрофа.

## Ренесанс
Подобно на баща си, Фердинанд издържа блестящ ренесансов двор, привлича в Неапол много деятели на науката и културата.

## Брак и потомство
Жени се два пъти:
∞ 1. 1444 за Изабела дьо Клермон (* януари 1424, Копертино; † 30 март 1465, Неапол), дъщеря на Тристан дьо Клермон-Лодев, граф на Копертино, от която има четирима сина и две дъщери:
- Алфонсо II Неаполитански (4 ноември 1448, Неапол – 19 ноември 1495, Месина), крал на Неапол (1494 – 1495); ∞ 10 октомври 1465 в Милано за миланската принцеса Иполита Мария Сфорца (* 18 април 1446, Пезаро; † 20 август 1484, Неапол), дъщеря на херцог Франческо I Сфорца, от която има двама сина и една дъщеря. Има и пет извънбрачни деца;
- Елеонора Арагонска (22 юни 1450, Неапол – 11 октомври 1493, Ферара), чрез брак първа херцогиня на Ферара, ∞ 3 юли 1473 за Ерколе I д’Есте, херцог на Ферара, от когото има седем деца;
- Федерико I Неаполитански (9 април 1452, Неапол – 9 ноември 1504, Плеси ле Тур, Франция), крал на Неапол (1496 – 1501), ∞ 1. 11 ноември 1478 в Милано за Анна Савойска, от която има една дъщеря 2. 28 ноември 1486 в Андрия за Изабела дел Балцо, от която има пет децa;
- Джовани Арагонски (25 юни 1456, Неапол – 17 октомври 1485, Рим), архиепископ на Таранто и по-късно кардинал, генерален наместник на Неаполитанското кралство в Тера ди Лаворо
- Беатриче Арагонска (14 септември или 16 ноември 1457, Неапол – 23 септември 1508, пак там), чрез бракове кралица на Унгария и кралица на Бохемия и Унгария; ∞ 1. 1473 за Матяш Корвин, крал на Унгария, гегенкрал на Бохемия, от когото няма деца 2. за Владислав II, крал на Бохемия и Унгария, от когото няма деца;

- Франческо Неаполитански (16 декември 1461 – 26 октомври 1486), херцог на Сант Анджело и маркиз на Бишелие, бездетен и неженен

∞ 2. 1477 за братовчедката си Хуана Арагонска (* 16 юни 1454, Барселона; † 9 януари 1517, Неапол), дъщеря на Хуан II, крал на Арагон, от която има син и дъщеря:
- Джована Арагонска, нар. Джованела (15 април 1479, Неапол – 27 август 1518, Неапол),чрез брак кралица на Неапол„ ∞ 28 февруари 1496 за нейния племенник Фердинанд II, от когото няма деца;
- Карло Арагонски (1480 – 26 октомври 1486 от тиф)

Има тринадесет извънбрачни деца:
От метресата си Диана Гуардато има един или двама сина и две или три дъщери:
- Енрико Арагонски (XV век – 1478), маркиз на Гераче, ∞1473 за Полисена Вентимиля, от която има пет деца;
- Мария Арагонска (1440 – 1460), ∞ 1461 в Неапол за Антонио Тодескини Пиколомини, херцог на Амалфи, от когото има три дъщери
- Джована Арагонска (1455 – февруари или март 1475), ∞ 1472 за Леонардо дела Ровере, херцог на Арче и Сора
- Илария Арагонска, ∞ за Джовани дел Тевере, префект на Рим и племенник на племенник на Сикст IV
- Лукреция Арагонска, вероятна дъщеря на Еулалия Равиняно; ∞ за Онорато III Гаетани (? – 1528), херцог на Траето, княз на Алтамура и граф на Фонди, от когото няма деца
- Фердинандо Арагонски (? – 27 ноември 1542), военен и херцог на Монталто, вероятен син на Джована Карачоло; ∞ за Катерина Кастелана де Кардона, от която има един син и две дъщери;

От метресата си Маркезела Шпитцата има една дъщеря:
- Мария Арагонска (1451 – ?)

От метресата си Пишишела Пишишели има двама сина:
- Чезаре Арагонски, маркиз на Сант'Агата
- Алфонсо Арагонски (1460 – 1510), княз на Галилея и после епископ на Киети, претендент за трона на Кипър и Йерусалим, барон на Савока, ∞ за Карлота ди Лузинян (1468 – 1480), извънбрачна дъщеря на краля на Кипър Жак II, от която няма деца.

От метресата си Еулалия Равиняно има една или две дъщери:
- Мария Чечилия Арагонска, ∞ за Джан Джордано Орсини (ок. 1460, Брачано – 11 октомври 1517, Виковаро), кондотиер и господар на Брачано, от когото има един син и две дъщери;
- Лукреция Арагонска (вероятна дъщеря на Диана Донорато), ∞ за Онорато III Гаетани (? – 1528), херцог на Траето, княз на Алтамура и граф на Фонди, от когото няма деца.

От Джована Карачоло, дъщеря на граф Джакомо ди Бриенца, има две дъщери и вероятно един син:
- Фердинандо Арагонски (? – 27 ноември 1542), военен и херцог на Монталто, вероятен син на Диана Гуардато; ∞ за Катерина Кастелана де Кардона, от която има един син и две дъщери;
- Мария Арагонска, ∞ за Алфонсо д'Авалос, маркиз на Васто
- Джована Арагонска, ∞ за Асканио Колона